# Contea di Edwards (Illinois)
La contea di Edwards (in inglese Edwards County) è una contea dello Stato dell'Illinois, negli Stati Uniti. La popolazione al censimento del 2000 era di 6 971 abitanti. Il capoluogo di contea è Albion.